# Priddy
Priddy är en ort och civil parish i Storbritannien.   Den ligger i grevskapet Somerset och riksdelen England, i den södra delen av landet, 180 km väster om huvudstaden London. Priddy ligger 252 meter över havet och antalet invånare är 624.
Terrängen runt Priddy är kuperad norrut, men söderut är den platt. Priddy ligger uppe på en höjd. Runt Priddy är det ganska tätbefolkat, med 144 invånare per kvadratkilometer. Trakten runt Priddy består i huvudsak av gräsmarker.